# Liste der Biografien/Cork
Liste der Biografien |
Portal Biografien |
Personensuche
# |
A |
B |
C |
D |
E |
F |
G |
H |
I |
J |
K |
L |
M |
N |
O |
P |
Q |
R |
S |
T |
U |
V |
W |
X |
Y |
Z |
?
 
Ca |
Cb |
Cc |
Ce |
Ch |
Ci |
Cj |
Ck |
Cl |
Cm |
Cn |
Co |
Cr |
Cs |
Ct |
Cu |
Cv |
Cw |
Cy |
Cz
 
Coa–Cod |
Coe–Cok |
Col |
Com |
Con |
Coo–Coq |
Cor |
Cos |
Cot |
Cou |
Cov |
Cow |
Cox |
Coy |
Coz
 
Cora |
Corb |
Corc |
Cord |
Core |
Corf |
Corg |
Cori |
Cork |
Corl |
Corm |
Corn |
Coro |
Corp |
Corr |
Cors |
Cort |
Coru |
Corv |
Corw |
Cory |
Corz
Die Liste der Biografien führt alle Personen auf, die in der deutschsprachigen Wikipedia einen Artikel haben. Dieses ist eine Teilliste mit 16 Einträgen von Personen, deren Namen mit den Buchstaben „Cork“ beginnt.

## Cork
- Cork, Adam (* 1974), britischer Komponist
- Cork, Bruce (1916–1994), US-amerikanischer Physiker
- Cork, Jack (* 1989), englischer Fußballspieler

### Corke
- Corker, Bob (* 1952), amerikanischer Politiker
- Corker, Maurus (1636–1715), englischer Benediktiner, Abt von Lamspringe
- Corker, Stephen A. (1830–1879), US-amerikanischer Politiker
- Corkery, Daniel (1878–1964), irischer Schriftsteller, Hochschullehrer und Politiker

### Corki
- Corkill, Danny (* 1974), US-amerikanischer Schauspieler
- Corkill, Richard (* 1951), britischer Politiker der Isle of Man
- Corkin, Suzanne (1937–2016), US-amerikanische Psychologin
- Corkine, William, englischer Komponist
- Corkins, Hoyt (* 1962), US-amerikanischer Pokerspieler
- Corkish, Jamie Lynn (* 1984), US-amerikanische Sportschützin

### Corko
- Ćorković, Martina (* 1993), kroatische Handballspielerin

### Corku
- Corkum, Bob (* 1967), US-amerikanischer Eishockeyspieler
- Corkum, Paul (* 1943), kanadischer Physiker